# Vareilles (Creuse)
Vareilles é uma comuna francesa na região administrativa da Nova Aquitânia, no departamento de Creuse. Estende-se por uma área de 17,68 km². Em 2010 a comuna tinha 316 habitantes (densidade: 17,9 hab./km²).

## Geografia
Zona agrícola constituída pela aldeia e por várias aldeias, situada a 37 km a noroeste de Guéret, no cruzamento das estradas D10, D1 e D71.

O rio Benaize atravessa a comuna e faz parte do seu limite ocidental.